# Elezione papale del 1285
L'elezione papale del 1285 ebbe luogo a Perugia dopo la morte di papa Martino IV e si concluse con l'elezione al Soglio pontificio del cardinale Giacomo Savelli, che prese il nome di Onorio IV. A causa dell'abrogazione delle disposizioni di cui alla costituzione apostolica Ubi Periculum, abrogazione decretata da papa Giovanni XXI nel 1276, questa elezione pontificia non potrebbe definirsi propriamente un conclave.

## Premesse
Papa Martino IV morì a Perugia il 28 marzo: in quel momento il Sacro Collegio era composto da 18 cardinali, 15 dei quali parteciparono all'elezione del suo successore. L'assemblea degli aventi diritto al voto si costituì nella residenza episcopale di Perugia il 1º aprile, cioè tre giorni dopo il decesso di papa Martino IV. Il primo scrutinio, avvenuto il secondo giorno di riunione, rivelò un giudizio unanime del convenuti sulla scelta del futuro papa: il settantacinquenne cardinale Giacomo Savelli; ci si trovò così di fronte ad una delle più rapide elezioni papali nella storia della Chiesa, in evidente contrasto con le travagliatissime elezioni immediatamente precedenti. Nonostante l'età, il prescelto accettò la nomina, assumendo il nome di Onorio IV. Egli rientrò immediatamente in Roma ove la notizia della sua elezione era stata molto ben accolta, trattandosi di un romano.
Il 19 maggio il nuovo pontefice venne ordinato sacerdote nella Basilica Vaticana, il giorno successivo consacrato vescovo dal cardinale-vescovo di Ostia Latino Malabranca Orsini e successivamente incoronato papa dal nuovo cardinale protodiacono Goffredo da Alatri.

## Partecipanti all'elezione
| Elettore                          | Paese                     | Titolo                                                    | Ruolo                                                                           | Nascita  | Concistoro |
| --------------------------------- | ------------------------- | --------------------------------------------------------- | ------------------------------------------------------------------------------- | -------- | ---------- |
| Ordoño Álvarez                    | Regno di Castiglia e León | Cardinale vescovo di Frascati                             | Decano del Sacro Collegio                                                       | 1230 ca. | 12/03/1278 |
| Bentivegna de' Bentivegni, O.F.M. | Stato Pontificio          | Cardinale vescovo di Albano                               | Gran penitenziere                                                               | 1225 ca. | 12/03/1278 |
| Latino Malabranca Orsini, O.P.    | Stato Pontificio          | Cardinale vescovo di Ostia e di Velletri                  | Inquisitore Generale                                                            | 1235     | 12/03/1278 |
| Girolamo Masci, O.F.M.            | Regno di Napoli           | Cardinale vescovo di Palestrina                           |                                                                                 | 1227     | 12/03/1278 |
| Anchero di Troyes                 | Regno di Francia          | Cardinale presbitero di Santa Prassede                    | Cardinale protoprete                                                            | 1210 ca. | 22/05/1262 |
| Ugo di Evesham                    | Regno d'Inghilterra       | Cardinale presbitero di S. Lorenzo in Lucina              |                                                                                 | 1210 ca. | 12/04/1281 |
| Gervais Jeancolet de Clinchamp    | Regno di Francia          | Cardinale presbitero dei SS. Silvestro e Martino ai Monti |                                                                                 |          | 12/04/1281 |
| Cosmo Glusiano de Casate          | Libero comune di Milano   | Cardinale presbitero dei SS. Marcellino e Pietro          |                                                                                 |          | 12/04/1281 |
| Gedefroy de Bar                   | Regno di Francia          | Cardinale presbitero di S. Susanna                        |                                                                                 |          | 12/04/1281 |
| Giacomo Savelli                   | Stato Pontificio          | Cardinale diacono di S. Maria in Cosmedin                 | Cardinale protodiacono. Eletto papa con il nome di Onorio IV                    | 1210     | 17/12/1261 |
| Goffredo da Alatri                | Stato Pontificio          | Cardinale diacono di S. Giorgio in Velabro                | Successore di Giacomo Savelli nella carica di cardinale protodiacono            | 1205 ca. | 17/12/1261 |
| Matteo Rubeo Orsini               | Stato Pontificio          | Cardinale diacono di S. Maria in Portico                  | Arciprete della Basilica Vaticana; Cardinale protettore dell'Ordine Francescano | 1230     | 22/05/1262 |
| Giordano Orsini                   | Stato Pontificio          | Cardinale diacono di Sant'Eustachio                       |                                                                                 | 1220 ca. | 12/03/1278 |
| Giacomo Colonna                   | Stato Pontificio          | Cardinale diacono di S. Maria in Via Lata                 | Arciprete della Basilica Liberiana                                              | 1250     | 12/03/1278 |
| Benedetto Caetani                 | Stato Pontificio          | Cardinale diacono di S. Nicola in Carcere Tulliano        |                                                                                 | 1230 ca. | 12/04/1281 |

## Cardinali assenti
Tre cardinali non erano presenti:
| Elettore               | Nazionalità            | Titolo                                    | Ruolo                                        | Nascita  | Concistoro |
| ---------------------- | ---------------------- | ----------------------------------------- | -------------------------------------------- | -------- | ---------- |
| Gerardo Bianchi        | Libero comune di Parma | Cardinale vescovo di Sabina               | Legato pontificio presso il Regno di Sicilia | 1220 ca. | 12/03/1278 |
| Bernardo di Languissel | Regno di Francia       | Cardinale vescovo di Porto e Santa Rufina | Legato pontificio in Lombardia e Toscana     | 1240 ca. | 12/04/1281 |
| Jean Cholet            | Regno di Francia       | Cardinale presbitero di Santa Cecilia     | Legato pontificio in Francia                 |          | 12/04/1281 |